# 田中正人 (実業家)
田中正人 (たなかまさと1957年1月25日－ ) は日本の経営者、新潟県上越市㈱大黒屋代表取締役、高田ターミナルホテル経営

## 最終学歴
- 昭和54年３月　城西大学　経済学部　経営学科　卒業  ( 清水公一ゼミ )

### 職歴
- 昭和54年4月　新潟市　㈱田中ホテル　入社
- 昭和56年4月　合資会社　大黒屋旅館　専務
- 平成11年12月　㈱ベスト　代表取締役
- 平成14年1月　㈱大黒屋　代表取締役

### 主な役職及び地域活動
- 平成21年6月　全日本シティホテル連盟理事　新潟県部会長
- 平成22年11月　上越商工会議所　観光サービス部会　副部会長
- 平成23年5月　高田旅館組合　組合長
- 平成23年5月　新潟県旅館ホテル衛生同業組合　常務理事
- 平成28年6月　全日本シティホテル連盟　甲信越支部　支部長
- 高田駅振興会　会長
- 高田駅前通り雁木の会　会長
- 自民党上越支部　総務会長
- 衆議院議員　高鳥修一　後援会　高修会　会長
- 上越教育大学付属小学校評議員
- 上越市立大町小学校運営協議会　副会長
- 社会福祉法人　さくら園　理事  (第一職務代理者)
- 地域安全活動上越地区国際交流企業連絡協議会　副会長
- 高田おもてなし会　代表世話人
- その他　小職多数

### エピソード
- 新潟県上越市の高田駅前にあった老舗旅館「大黒屋」を継ぎ、昭和62年12月7階建て鉄筋コンクリートのホテルにした。その後、㈱ベストを創設し、宿泊特化型ホテルをロードサイド中心に全国に12店舗を展開をした。